# Sathathor
Sathathor war eine altägyptische Königstochter. Sie ist vor allem von einem beschrifteten Skarabäus bekannt, der sich in einer Grabanlage neben der Pyramide von Sesostris III. (etwa 1872 v. Chr. bis um 1852 v. Chr.) in Dahschur fand. Daher wird oftmals davon ausgegangen, sie sei die Tochter dieses Herrschers gewesen. Sathathor wurde unter König Sesostris III. oder Amenemhet III. bestattet.

## Belege

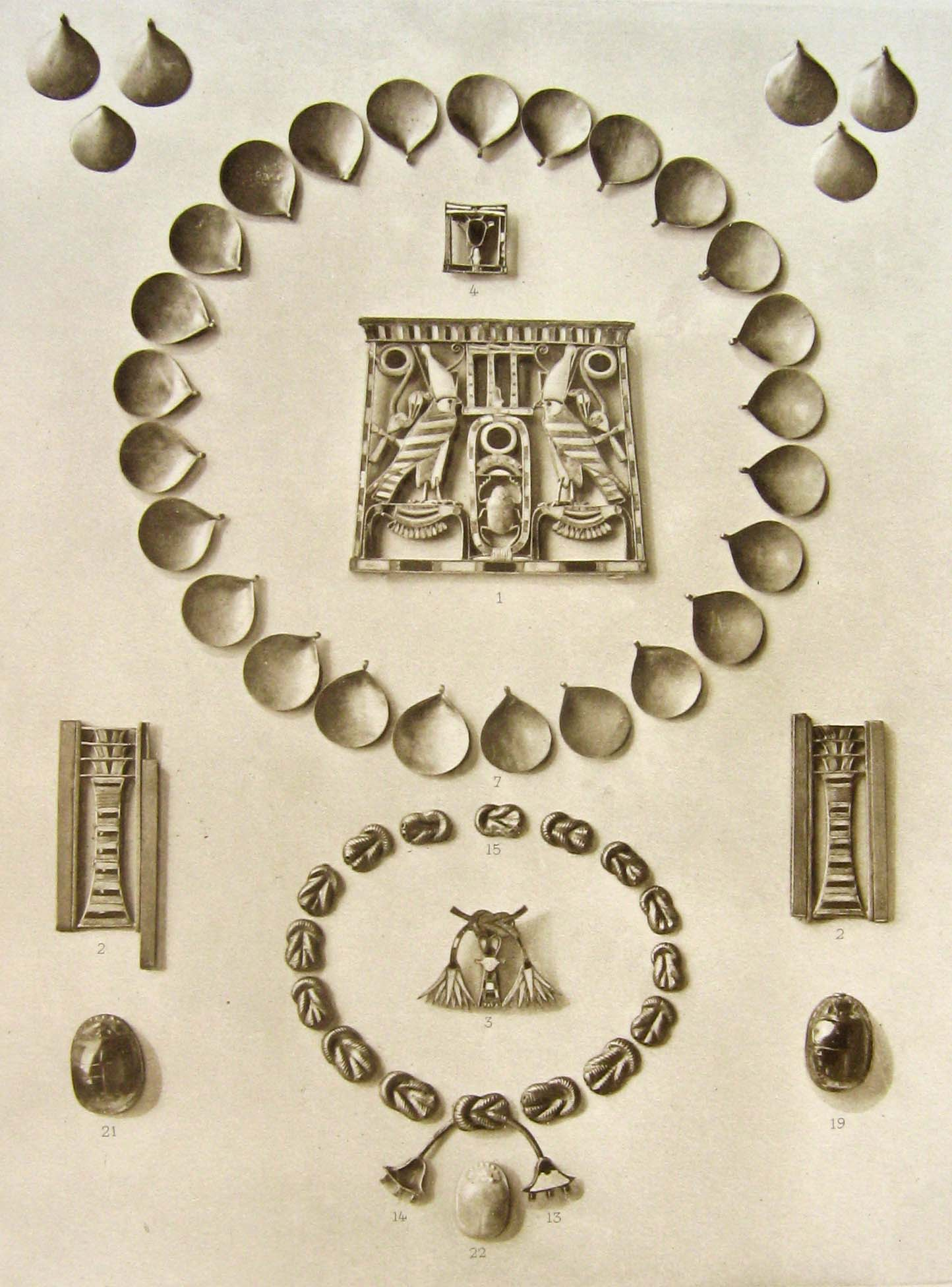
Teil des Schmuckes der Sathathor

Nördlich der Pyramide von Sesostris III. in Dahschur standen vier kleinere Pyramiden, die königlichen Frauen zugeordnet werden können. Diese Pyramiden sind unterirdisch durch ein Gangsystem verbunden. Im Osten schließt sich an diesem Gangsystem eine Galerie an. An einem Gang gibt es acht Grabkammern, in der jeweils ein Sarkophag und ein Kanopenkasten stehen. Die Sarkophage wurden jedoch alle beraubt und es bleibt meist unbekannt, wer dort bestattet wurde. Im eigentlichen Hauptgang konnte der erste Ausgräber der Anlage, Jacques de Morgan, allerdings noch zwei Truhen finden, die ausgesprochen reichen und hochwertigen Schmuck enthielten und offensichtlich von Grabräubern übersehen wurden. Die Funde wurden als der „erste“ und der „zweite Schatzfund“ bezeichnet. Im „ersten Schatzfund“ vom 7. März 1894 fand sich auch der Skarabäus mit dem Namen der Sathathor, die demnach vielleicht die Eigentümerin des Schmuckes war. Zu ihren Schmuckstücken gehört ein Pektoral mit dem Namen von Sesostris II. und ein Skarabäus mit dem Namen von Sesostris III. Zudem wurden zahlreiche Perlen, Armreife, ein Gürtel, der aus goldenen Muscheln bestand, und steinerne Vasen gefunden. Die Funde befinden sich heute hauptsächlich im Ägyptischen Museum von Kairo.